# Yamil Romero
Yamil Romero (Berazategui, Buenos Aires el 11 de julio de 1995) es un futbolista argentino. Juega de centrocampista y actualmente se desempeña en el Unión Magdalena de la Liga BetPlay Dimayor.

## Trayectoria

### Boca Juniors
Surgió de las inferiores de Boca Juniors. Debutó en un amistoso el 3 de febrero de 2014 contra Gimnasia y Tiro. Todavía no ha hecho su debut oficial profesionalmente.

### Juventud Unida
El 26 de enero de 2016 se confirma su fichaje al club de San Luis por el término de seis meses en condición de préstamo.

## Clubes
| Club                         | País      | Año         |
| ---------------------------- | --------- | ----------- |
| Boca Juniors                 | Argentina | 2014 - 2016 |
| Juventud Unida (SL) (cedido) | Argentina | 2016        |
| Boca Juniors                 | Argentina | 2016 - 2017 |
| Pahang FA                    | Malasia   | 2017        |
| Ayia Napa FC                 | Chipre    | 2018-2019   |
| Deportivo Riestra            | Argentina | 2019 - 2021 |
| Ayia Napa FC                 | Chipre    | 2021 - 2021 |
| Unión Magdalena              | Colombia  | 2021        |

- Datos: Q17274892